# 克萊斯·威廉斯
克萊斯·威廉斯（英語：Cress Williams，1970年7月26日—），德國裔美國男演員。知名演出作品如電視劇《飛越比佛利》（1993年至1994年）、《急診室的春天》（1998年至2008年）、《納什大橋》（2000年至2001年）、《美眉校探》（2005年至2006年）、《越獄風雲》（2008年）、《南國醫戀》（2011年至2015年）、《全院警戒》（2015年）和《黑色代碼》（2015年至2017年）。
2018年至2021年，威廉斯於DC漫畫電視劇《黑閃電》中主演傑弗森·皮爾斯／黑閃電。

## 早期生活
威廉斯出生於巴登-符登堡邦的海德堡，父母都是美國人。他曾就讀美國的富勒頓學院與加州大學洛杉磯分校。

## 個人生活
2000年10月14日，威廉斯在加利福尼亞州馬里布與演員西姆比·卡莉結婚。夫妻倆育有兩子，於2011年離婚。2013年6月與女友克莉絲汀·托里安尼（Kristen Torrianni）結婚。他和此任妻子同樣育有兩子。

## 外部連結
- 克萊斯·威廉斯在互联网电影资料库（IMDb）上的資料（英文）